# Miomantis binotata
Miomantis binotata es una especie de mantis de la familia Mantidae.

## Distribución geográfica
Se encuentra en Kenia, Malaui Ruanda, Togo, Tanzania y Burundi.